# ناو تاما
ناو تاما (به انگلیسی: Japanese cruiser Tama) یک زیردریایی است که طول آن ۱۵۲٫۴ متر (۵۰۰ فوت) می‌باشد. این زیردریایی در سال ۱۹۲۰ ساخته شد.